# Acanthechinus
Acanthechinus is een geslacht van uitgestorven zee-egels uit de familie Phymosomatidae.

## Soorten
- Acanthechinus nodulosus Duncan & Sladen, 1882 † Paleoceen-Eoceen, Pakistan.
- Acanthechinus dixiei (Cooke, 1948) † Boven-Eoceen, Verenigde Staten.
- Acanthechinus peloria (Clark, 1927) † Eoceen, Jamaica.